# 青方町
青方町（あおかたまち）は、長崎県南松浦郡にあった町。五島列島のうち中通島の北西部を町域とした。1956年（昭和31年）に浜ノ浦村と合併し、上五島町となった。
現在は新上五島町の一部となっている。

## 地理
五島列島のうち中通島の北西部と周辺島嶼部を主な町域とする。「青方」の地名由来として、青い森林帯と、盆地と入り江の奥に干潟があることを表したとする説がある。
- 山：番岳[2]、白野山、高熨斗山、浅子山、小島山、元越山、谷岳
- 島嶼：祝言島、折島
- 河川：釣道川、相河川
- 港湾：青方港、奈摩漁港、青方湾、奈摩湾

## 沿革
明治初期の青方村には青方郷・相河郷・船崎郷・奈摩郷・網上郷・曽根郷の6郷が存在したが、1886年（明治19年）に曽根郷が分離され、同時期に魚目村より分離した3郷と合わせて北魚目村となった。
- 1889年（明治22年）4月1日 - 町村制施行により、南松浦郡青方村が単独村制にて発足。
- 1941年（昭和16年）4月1日 - 青方村が町制施行。青方町となる。
- 1956年（昭和31年）6月1日 - 浜ノ浦村と合併して上五島町が発足し、青方町は自治体として消滅。

## 地名
郷を行政区域とする。青方町は1889年の町村制施行時に単独で自治体として発足したため、大字は無し。（発足当初は青方村）
- 相河郷（あいこ）
- 青方郷
- 網上郷
- 奈摩郷
- 船崎郷

## 名所・旧跡
- 大曾教会[4]

## 青方町出身の著名人
- 鉄川与助（大工棟梁。幼少期を当時の青方村で過ごす。）